# Toxorhina (Ceratocheilus) brevifrons
Toxorhina (Ceratocheilus) brevifrons is een tweevleugelige uit de familie steltmuggen (Limoniidae). De soort komt voor in het Oriëntaals gebied.